# Dorcus Inzikuru
Dorcus Inzikuru (Verra Ezuku, 2 febbraio 1982) è una mezzofondista e siepista ugandese.
In carriera è stata campionessa mondiale dei 3000 metri siepi a Helsinki 2005.

## Biografia
Spesso il suo nome viene erroneamente trascritto come Docus: l'errore di trascrizione nel passaporto fu poi replicato nei documenti di gara.
È stata campionessa mondiale sulla distanza dei 3000 metri siepi a Helsinki 2005. Sulla stessa distanza ha vinto l'oro anche ai Giochi del Commonwealth del 2006 a Melbourne.
Sui 5000 metri piani ha invece vinto un titolo mondiale juniores nel 2000 ed un argento ai campionati africani del 2002. È inoltre la distanza su cui ha concorso i suoi primi Giochi olimpici ad Atene 2004: fu dodicesima in batteria, mancando così l'ingresso in finale.
È rimasta ferma per due anni, tra il 2007 e il 2009, in seguito alla sua prima gravidanza, tornando alle gare nella tarda primavera del 2009.
Nel 2009 ha vinto la mezza maratona dell'Alto Adige, stabilendo il suo primato personale sulla distanza.

## Record nazionali

### Seniores
- 1500 metri piani indoor: 4'19"50 ( Ancona, 19 febbraio 2005)
- 3000 metri piani: 8'46"29 ( Saint-Denis, 4 luglio 2003)
- 3000 metri piani indoor: 9'11"75 ( Genova, 22 febbraio 2004)
- 5000 metri piani: 15'05"30 ( Heusden-Zolder, 31 luglio 2004)
- 5000 metri piani indoor: 15'40"03 ( Stoccarda, 31 gennaio 2004)

## Palmarès
| Anno | Manifestazione          | Sede          | Evento         | Risultato | Prestazione | Note                  |
| ---- | ----------------------- | ------------- | -------------- | --------- | ----------- | --------------------- |
| 1999 | Mondiali allievi        | Bydgoszcz     | 3000 m piani   | 8ª        | 9'15"66     |                       |
| 2000 | Mondiali di cross       | Vilamoura     | Corsa juniores | 10ª       | 21'02       |                       |
| 2000 | Mondiali juniores       | Santiago      | 5000 m piani   | Oro       | 16'21"32    |                       |
| 2002 | Campionati africani     | Tunisi        | 5000 m piani   | Argento   | 15'54"22    |                       |
| 2002 | Giochi del Commonwealth | Manchester    | 5000 m piani   | 4ª        | 15'18"01    |                       |
| 2003 | Mondiali                | Saint-Denis   | 5000 m piani   | Batteria  | 16'00"99    |                       |
| 2004 | Mondiali di cross       | Bruxelles     | Corsa breve    | 38ª       | 14'16       |                       |
| 2004 | Mondiali indoor         | Budapest      | 3000 m piani   | Batteria  | 9'21"48     |                       |
| 2004 | Giochi olimpici         | Atene         | 5000 m piani   | Batteria  | 15'38"59    |                       |
| 2005 | Mondiali di cross       | Saint-Étienne | Corsa breve    | 18ª       | 14'03       |                       |
| 2005 | Mondiali                | Helsinki      | 3000 m siepi   | Oro       | 9'18"24     | Record dei campionati |
| 2006 | Giochi del Commonwealth | Melbourne     | 3000 m siepi   | Oro       | 9'19"51     |                       |
| 2012 | Giochi olimpici         | Londra        | 3000 m siepi   | Batteria  | 9'35"29     |                       |

## Altre competizioni internazionali
2003
- Oro al Cross della Vallagarina ( Villa Lagarina)

2005
- Oro alla World Athletics Final ( Monaco), 3000 m siepi - 9'21"80

2006
- Oro al Cross de l'Acier ( Leffrinckoucke)